# Akshak
Akshak var en sumerisk stad som skall ha legat vid staten Akkads norra gräns. Akshak har tidigare identifierats med den stad som i det Babylonska riket kallades Upi men exakt var den låg anses okänt. Akshak benämns liksom Akkad ha legat i det område där Tigris och Eufrat är som närmast varandra och staden nämns tillsammans med Kish i tidiga källor. På 1930-talet trodde arkeologer sig ha hittat Akshak vid Tel Omar men staden de funnit visade sig vara Seleukia. Det är dock möjligt att Seleukia tidigare kallats Upi och tidigare än så Akshak. Detta då arkeologen LeRoy Waterman vid utgrävningarna fann ett fragment med namnet Akshak. Arkeologen Michael C. Astour placerar Akshak vid Tigris i vad som idag är Bagdads utkanter.

## Omnämnanden
- Första gången Akshak nämns i skrift är i texten "Dumuzids dröm"[5]. Dumuzid (kung av Uruk) har där en mardröm där han störtas från tronen av en hord hungriga män från Sumers större städer. I texten omnämns män från Akshak som en del av horden.
- Enshakushanna (Kung av Uruk) skall under sin regeringstid ha plundrat Akshak.
- Akshak skall ha legat i krig med Lagash och erövrats av kung Eannatum som även dräper Akshaks kung Zuzu[6].
- Sumeriska kungalistan namnger flera kungar av Akshak: Unzi, Undalulu, Urur, Puzur-Nirah, Ishu-Il och Shu-Sin. Puzur-Nirah skall ha varit kung av Akshak samtidigt som Kug-bau (Enda i dagsläget kända kvinnliga konungen i sumerisk historia) var kung av Kish.
- Cirka 2350 f.kr. skall Akshak ha erövrats av Umma under kung Lugalzagesi.
- Den akkadiske konungen Shar-Kali-Sharri skall ha besegrat riket Elam i ett slag vid Akshak.